# Església Zemo Nikozi de la Deïtat
L'església Zemo Nikozi de la Deïtat (en georgià: ზემო ნიქოზის ღვთაების ეკლესია), també coneguda com Ghvtaeba (ღვთაება), es una església catedral medieval de l'Església ortodoxa georgiana al municipi de Gori, a la regió est-central de Xida Kartli, Geòrgia. Forma part del complex que inclou un campanar, un palau episcopal i una paret de muralla. El complex està inscrit en la llista de Monuments Culturals destacats de Geòrgia.
El conjunt es troba en el que ara és el llogaret de Zemo Nikozi, una part «superior» de l'assentament històric de Nikozi, a la riba dreta del riu Liakhvi, als encontorns de la zona de conflicte d'Ossètia del Sud, a uns 2 km al sud de la capital de l'entitat en disputa, Tsjinvali. El palau episcopal va patir greus danys durant els combats de la Guerra russogeorgiana d'agost de 2008 i, posteriorment, va ser sotmès a un programa d'estabilització d'emergència.
L'església Zemo Nikozi és la seu d'un bisbe de l'Eparquia ortodoxa georgiana de Nikozi i Tskhinvali, responsable del territori d'Ossètia del Sud. A uns 100 m al sud es troba l'església de l'Arcàngel, una petita estructura voltada del segle x.

## Història
La primera menció registrada de Nikozi es troba en una crònica de Juansxer, que atribueix la fundació de l'església i el nomenament d'un bisbe pel rei del segle V Vakhtang I Cap de Llop: «Va construir l'església de Nik'ozi al cor d'un foc (temple), i va instal·lar un bisbe on va ser enterrat el cos de sant Ražden, que havia estat martiritzat pels perses en la guerra amb Vaxt'ang». Aquest relat és reiterat per l'historiador i príncep Vakhushti, escrit cap al 1745, que afegeix que un bisbe encara residia a Nikozi en la seva època, com a «pastor dels caucàsics del nord, dels advals, i del que ara es coneix com a Ossètia, així com de Glola-Ghebi». El martiri de sant Razden també és esmentat per l'anònima crònica georgiana del segle xiii Històries i elogis dels sobirans, que relata que un dels fills d'«els reis d'Ossètia», un demandant desil·lusionat de la mà de la reina Tamara (r. 1184-1213), va morir a Nikozi i va ser enterrat a la seva església de sant Razden.
L'església catedral Nikozi i el seu complex van ser construïts al llarg d'uns segles. L'edifici de l'església data principalment del segle XIV-XVI, el campanar és una estructura del segle XVI-XVII i el palau episcopal va ser construït en el segle IX-XI. Als segles xix i xx se'n van construir altres edificis, com ara una residència episcopal, cel·les, un refetor i diverses estructures accessòries.
L'agost del 2008, Zemo Nikozi fou escenari d'intensos combats entre les forces georgianes i russes, i d'atacs aeris russos del 10 d'agost de 2008, que danyaren el conjunt de Nikozi, especialment el recentment reparat palau episcopal. El sostre renovat, el pis i els balcons es cremaren, i les pedres originàries del terra sud es badaren pel foc. Les cel·les monàstiques, la residència d'un bisbe i el refetor foren totalment destruïts.
Després de la guerra, i després d'una acció iniciada pel Consell d'Europa, es va executar un projecte d'obres d'estabilització d'emergència en el complex de Nikozi, que incloïa obres preliminars in situ, un nou sostre, la consolidació i estabilització de l'estructura i treballs arqueològics, que van servir de base per a noves obres de rehabilitació.

## Arquitectura
Com no s'han realitzat estudis arqueològics sistemàtics a Nikozi i l'església ha estat remodelada diverses vegades al llarg de la història, no s'han identificat ni el temple de foc ni el santuari de sant Razden del segle V esmentat en les cròniques.
L'actual catedral està construïda en planta quadrada de 16,7 m × 11,5 m. Una inscripció de tres línies en l'escriptura medieval georgiana asomtavruli de la façana sud identifica el bisbe Michael com el constructor de l'església i està datada paleogràficament del segle x.

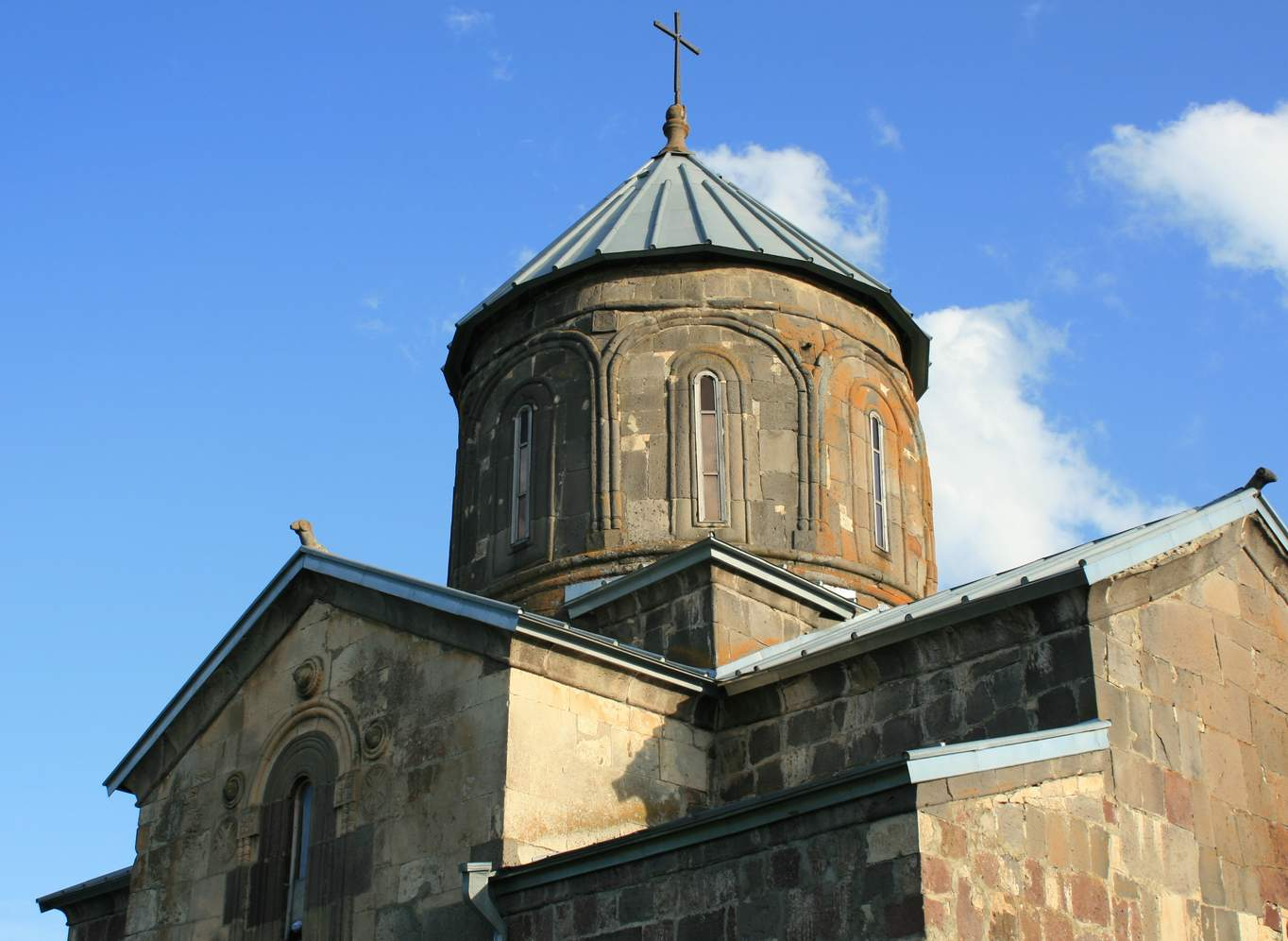
Cúpula de l'església

L'església va ser reconstruïda de manera substancial als segles XIV al XVI i renovada als segles xvii i XIX. Tant les parets exteriors com les interiors de l'església estan revestides amb lloses de pedra tallada. L'interior ha estat enlluït. Les entrades són a l'oest, sud i nord, aquesta última ara tancada. L'absis semicircular del santuari està flanquejat per uns nínxols rectangulars en cada costat. Els braços oriental i occidental de la «creu» són una mica allargats. Cadascun dels quatre braços està perforat per una única finestra. La cúpula descansa a les cantonades dels murs orientals i als pilars sobresortints del mur occidental. Vuit finestres marquen el tambor de la cúpula. Uns caps de carners de pedra són a les crestes dels quatre frontons. A l'església hi ha diverses inscripcions a les parets, que estan molt danyades; una d'elles, en una llosa de pedra sobre una finestra del mur oriental, està reconstruïda amb el nom del bisbe Zachary i data de la primera època cristiana. Les restes d'una girola són visibles a la planta baixa.

### Campanar

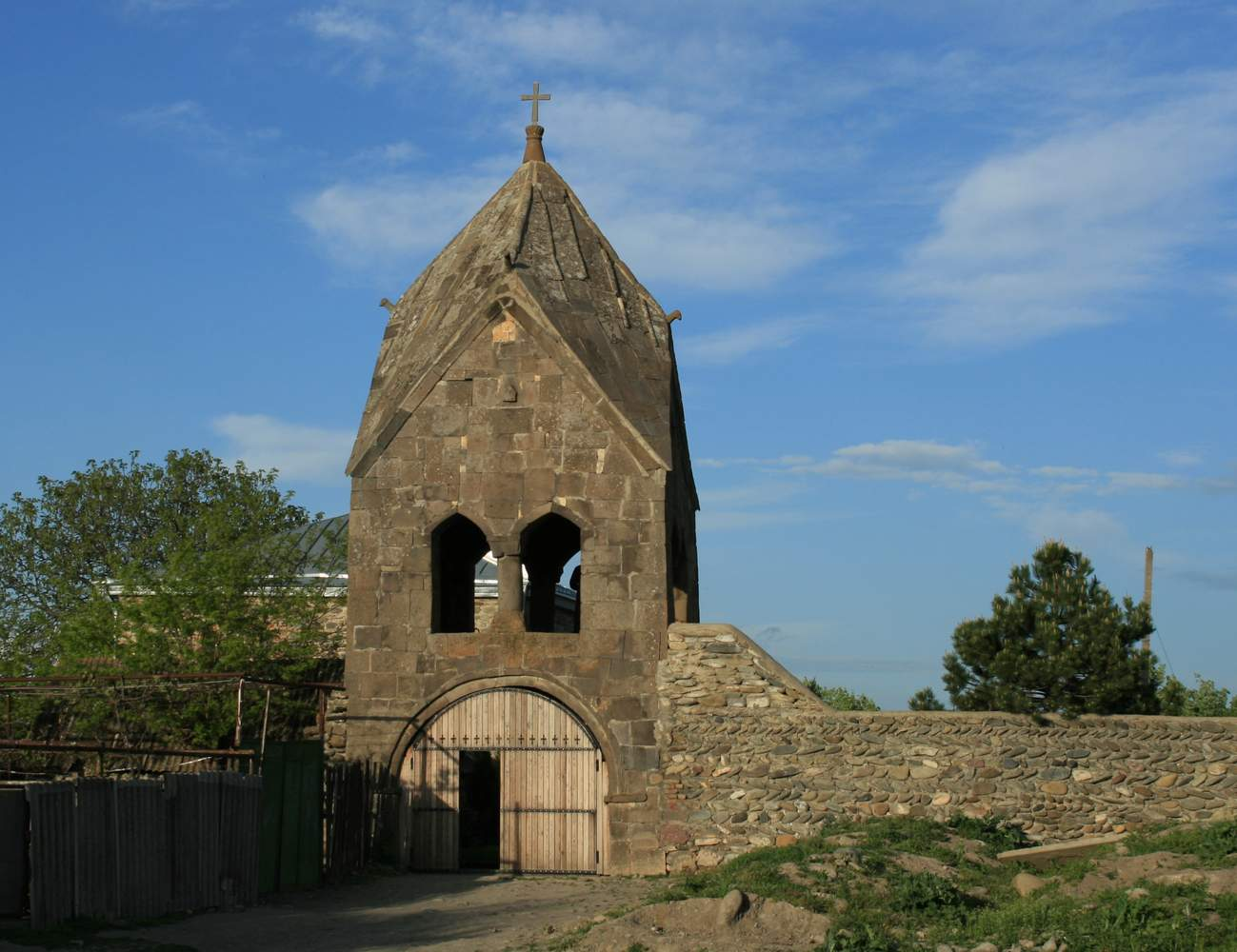
Campanar de Nikozi. Any 2011

A la cantonada nord-oest del complex s'aixeca un campanar de dues plantes del segle XVI-XVII, de 5,45 m × 5,35 m, amb les façanes revestides de lloses de pedra de cairell gris. La planta baixa és un porxo voltat amb tres arcs de mig punt; la planta superior és una estructura piramidal amb campanes. A les façanes hi ha diverses inscripcions en asomtavruli tot just llegibles. La base entre obertures és un pilar rodó adornat amb un capitell. Cadascuna de les quatre façanes del campanar acaba en un frontó, el cim del qual està rematat amb el cap esculpit d'un carner. El campanar està flanquejat en ambdós costats per un mur de pedra, que és una addició posterior.

### Palau episcopal
Un palau episcopal està en ruïnes fora de la muralla, al sud-est. Data del segle IX-XI. Es tracta d'un edifici de dos pisos, de planta rectangular, amb unes dimensions de 11,2 m × 21 m, construït amb carreus i maons. A la planta baixa n'hi ha un gran porxo arcat i una xemeneia; la superior se'n va il·luminar amb quatre obertures amb arcs que condueixen a un balcó de fusta.